# Pont de l'Alma
Pour les articles homonymes, voir Alma.
Le pont de l'Alma est un pont situé à Paris et qui enjambe la Seine.

## Situation et accès
Ce pont relie le quai Branly (dans le 7e arrondissement, sur la rive gauche) à l'avenue de New-York (dans les 8e et 16e arrondissements, sur la rive droite). Sur la rive droite, il sépare les ports de la Conférence et Debilly, et sur la rive gauche, ceux du Gros-Caillou et de La Bourdonnais.
L'extrémité nord du pont est desservie par la station du métro Alma - Marceau, et l'extrémité sud, par la gare du RER Pont de l'Alma.

## Origine du nom
Son nom commémore la bataille de l'Alma (1854) pendant la guerre de Crimée.

## Historique

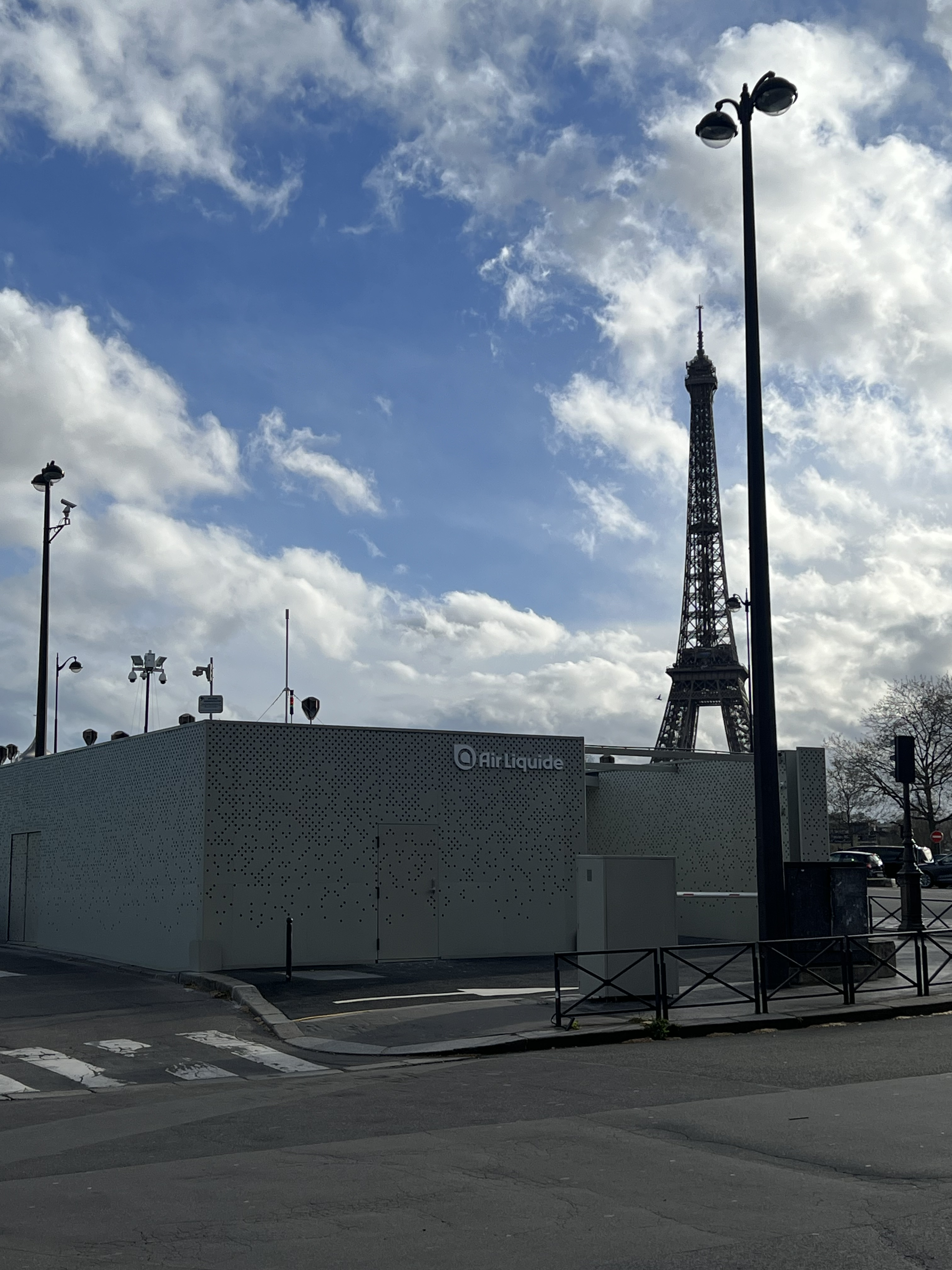
Station hydrogène Air Liquide située au pont de l'Alma.

Le pont est construit de 1854 à 1856 sous la direction de Charles-Marie Gariel. Il est inauguré par Napoléon III le 2 avril 1856 (initialement son inauguration était prévue pour l'Exposition universelle de 1855).

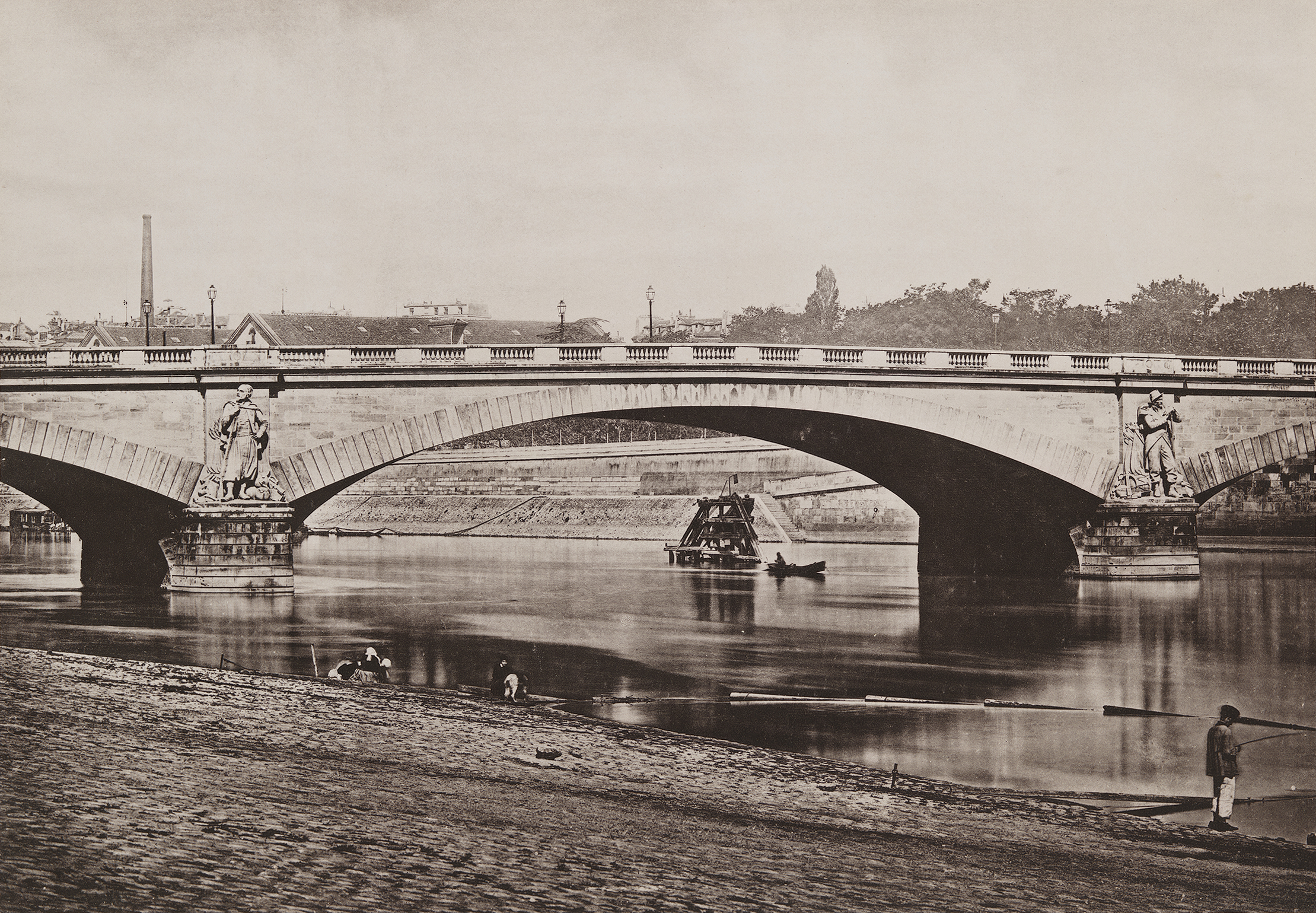
L'ancien pont, en 1883.
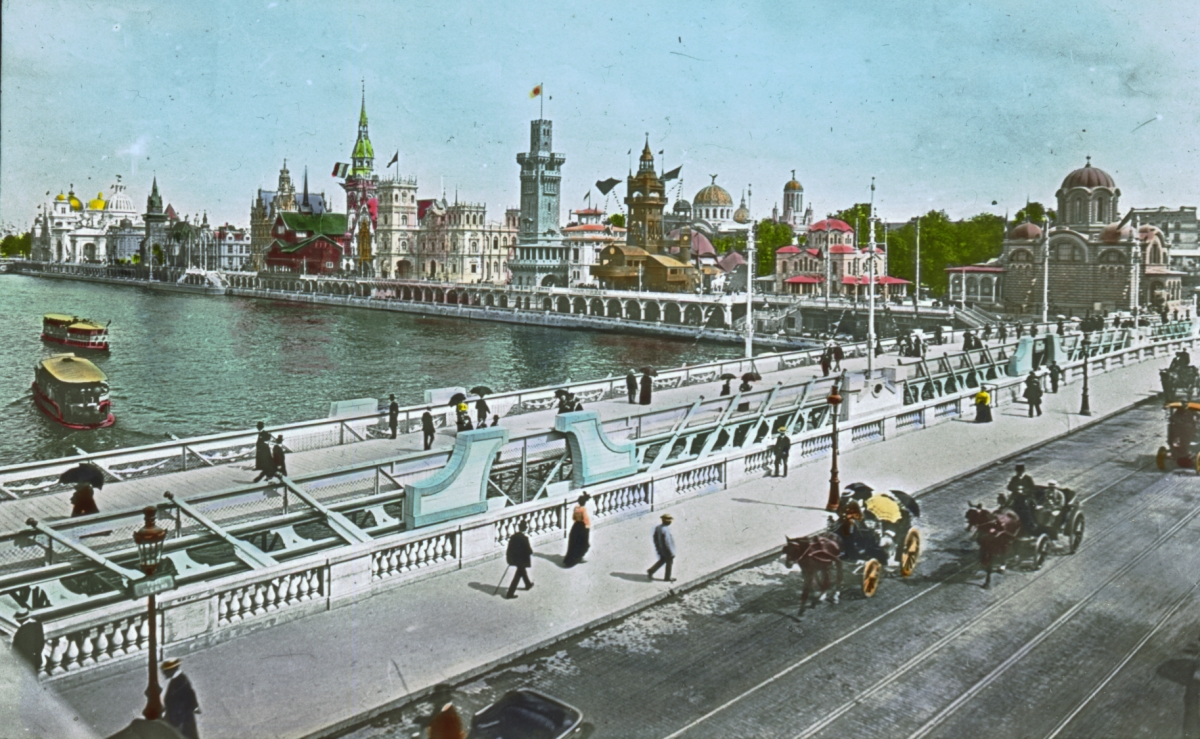
Le pont lors de l'Exposition universelle de 1900.
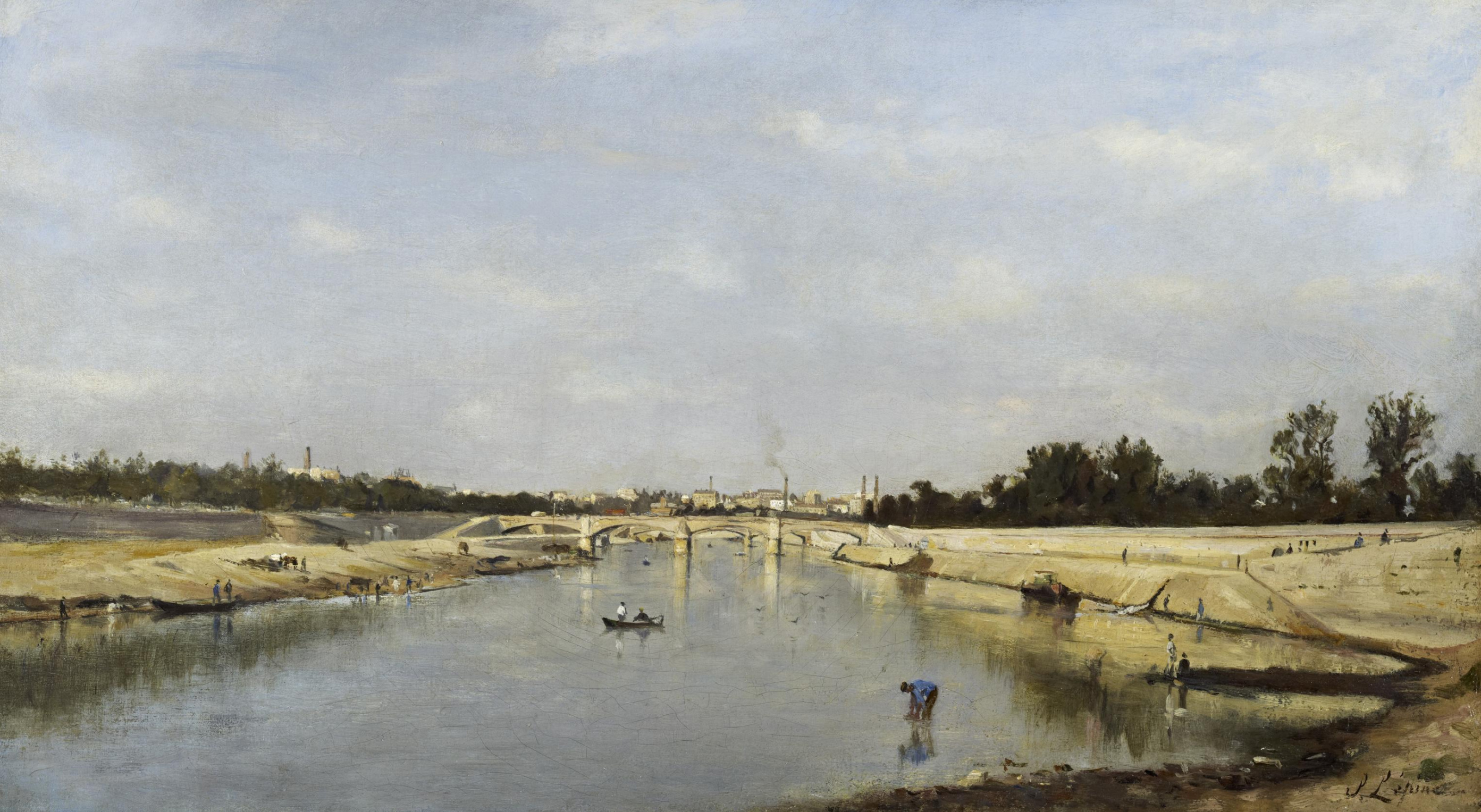
Le Pont de l'Alma, vers 1860, Stanislas Lépine, National Gallery of Scotland.
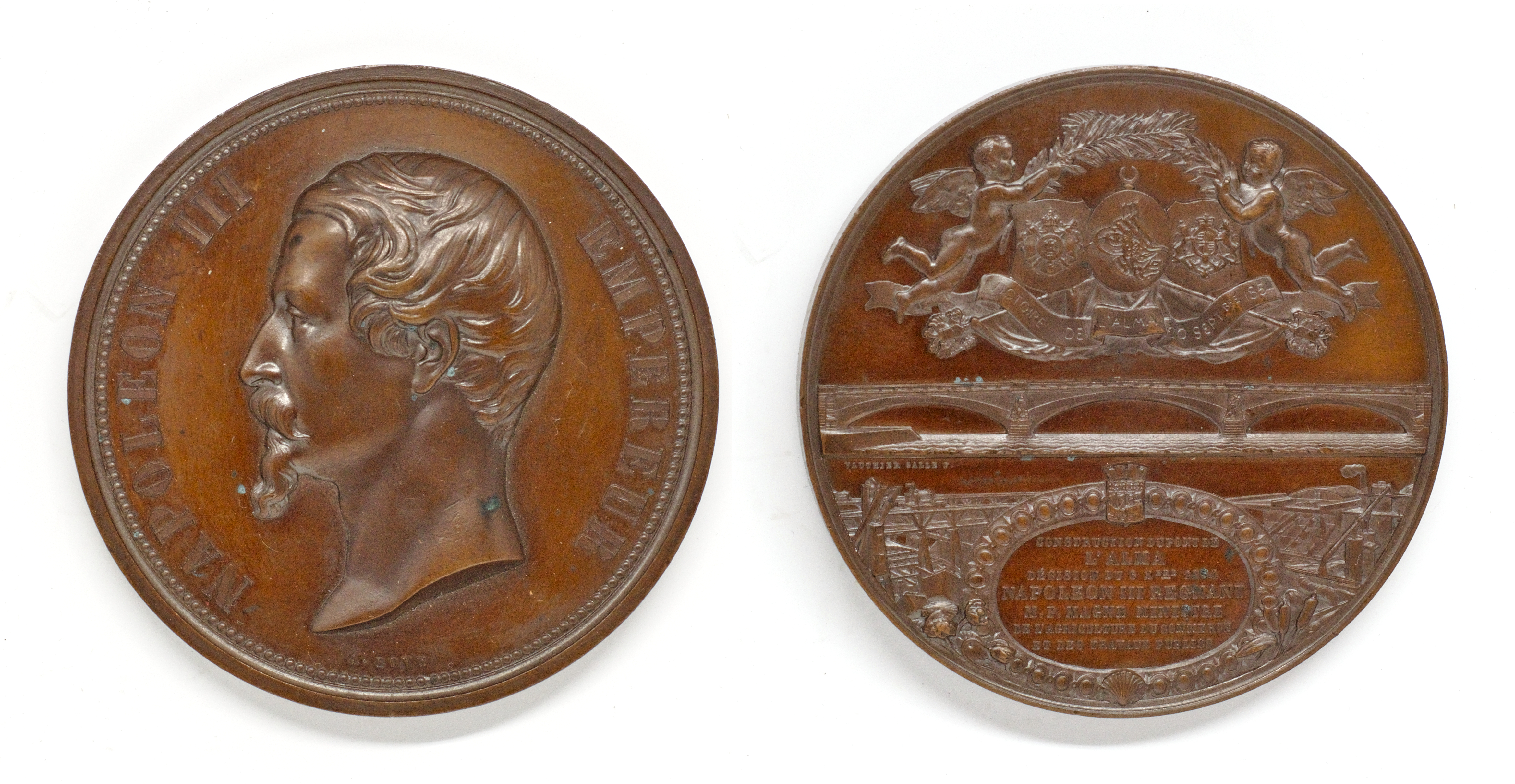
Médaille célébrant la construction du pont en 1854.

Pour l'Exposition universelle de 1900, le pont a été doublé en amont par une passerelle, dite passerelle de l'Alma.
De 1970 à 1974, le pont est entièrement remplacé, du fait de son étroitesse et d'un tassement. Dès 1960, sa reconstruction était envisagée, car il faisait barrage lors des crues. 

### Diana Spencer

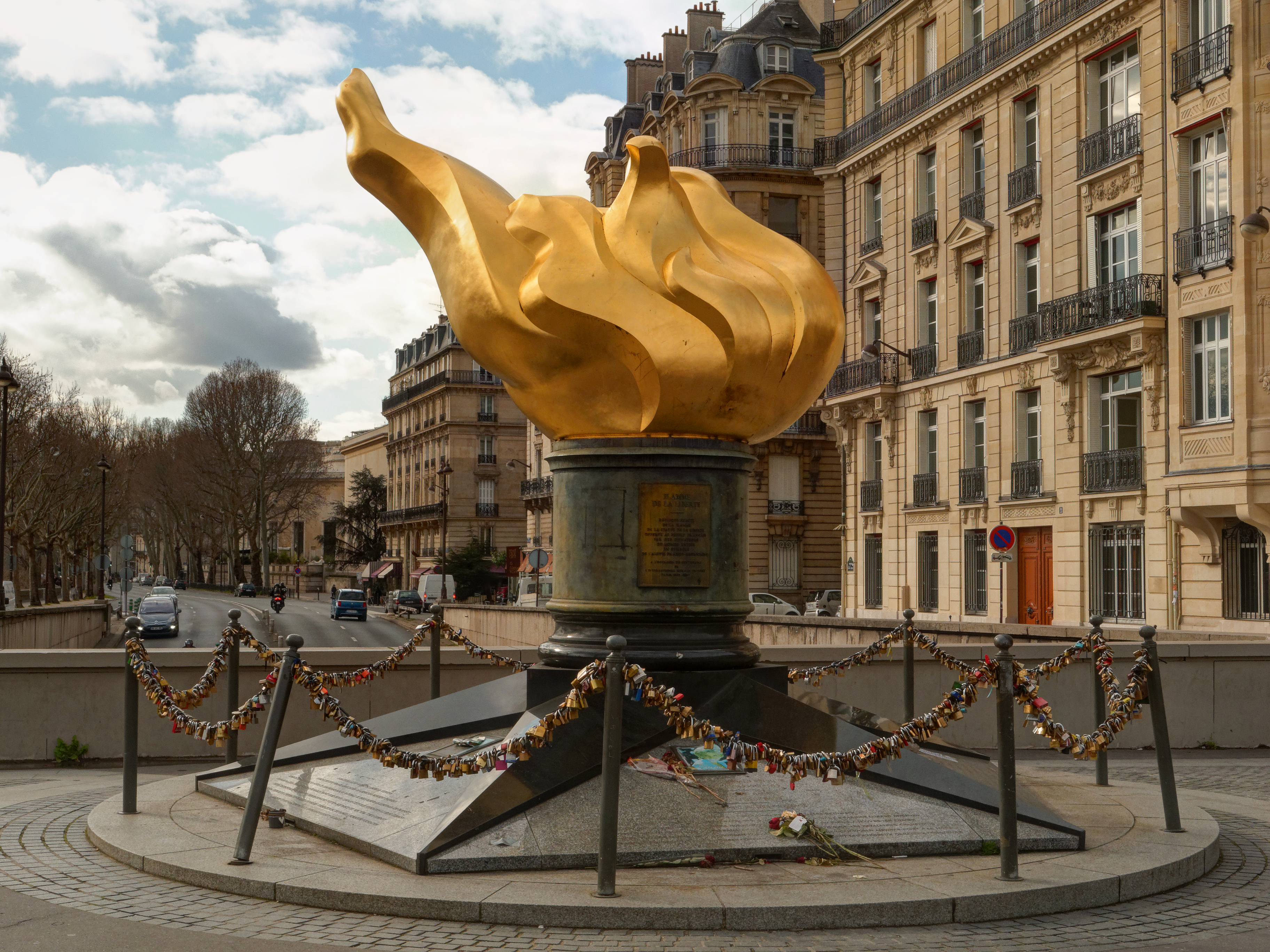
Flamme du pont de l'Alma, l'entrée du tunnel se trouve derrière, le pont (non visible) juste à gauche.

Le pont de l'Alma est situé à proximité du tunnel où la princesse de Galles, Lady Diana a été blessée mortellement le 31 août 1997. Ce tunnel, souvent appelé « tunnel du pont de l'Alma », se trouve en fait entre le pont et la place de l'Alma. Au surplomb de ce tunnel se dresse la Flamme de la Liberté, réplique grandeur réelle de la flamme de la statue de la Liberté. Ce monument, offert par le journal International Herald Tribune en 1987, commémore l'amitié franco-américaine et remercie la France pour la restauration de la statue de la Liberté. Elle a été détournée de sa fonction initiale et est devenue spontanément un lieu de recueillement pour les admirateurs de la princesse défunte. L'emprise sur laquelle est située le monument se nomme place Diana.

## Bâtiments remarquables et lieux de mémoire

### Les quatre statues

Les statues d'origine
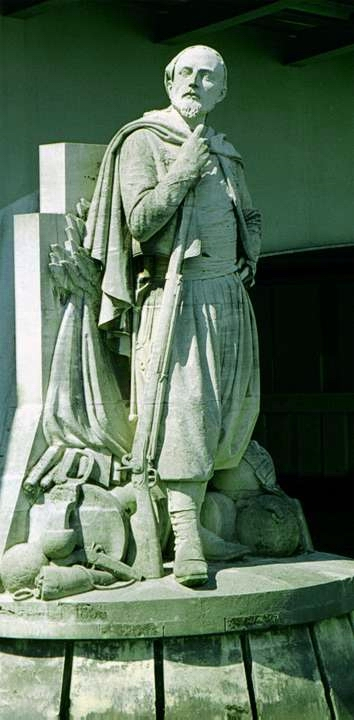
Le zouave, toujours sur le pont de l'Alma.
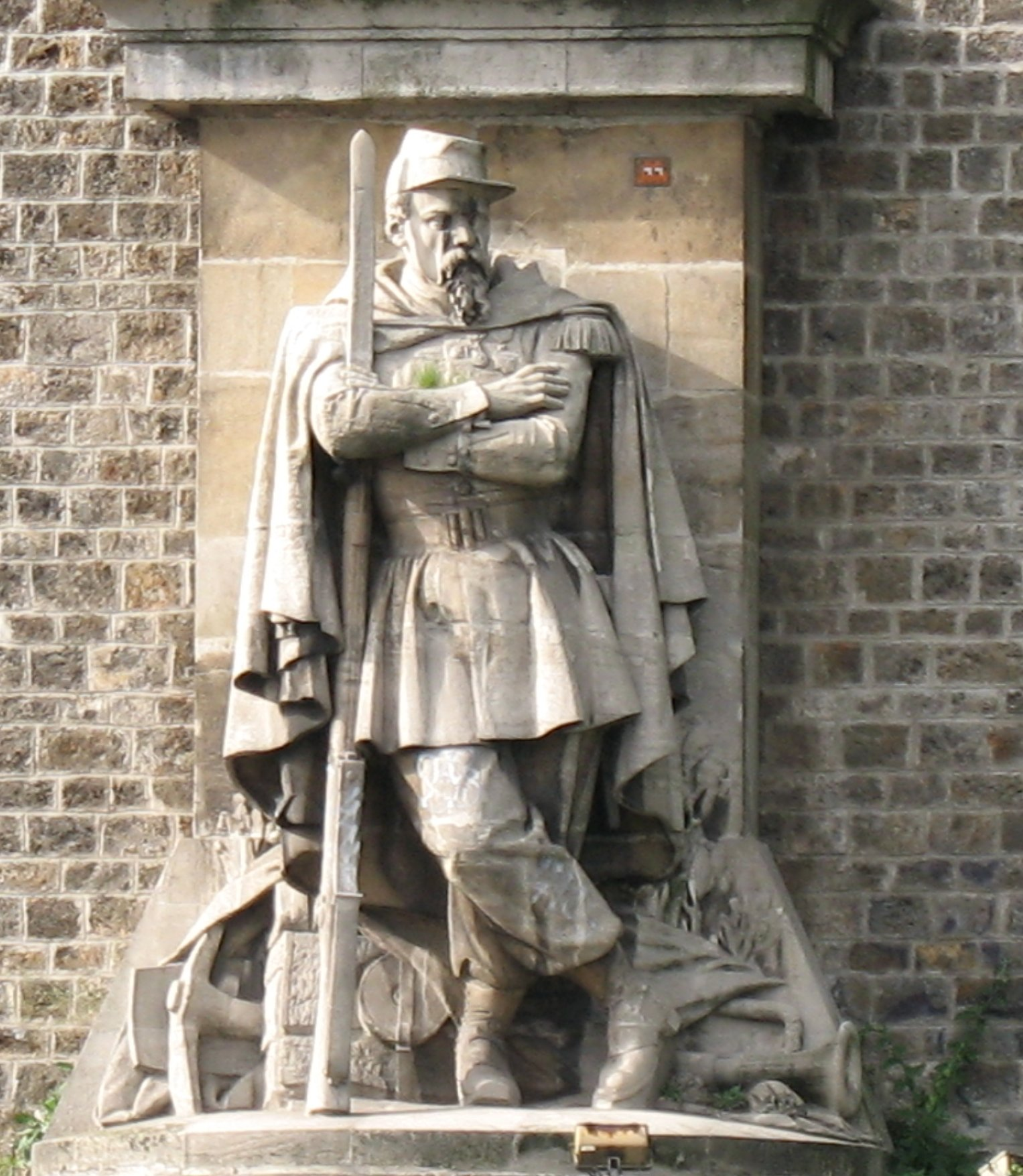
Le chasseur à pied, au bois de Vincennes.
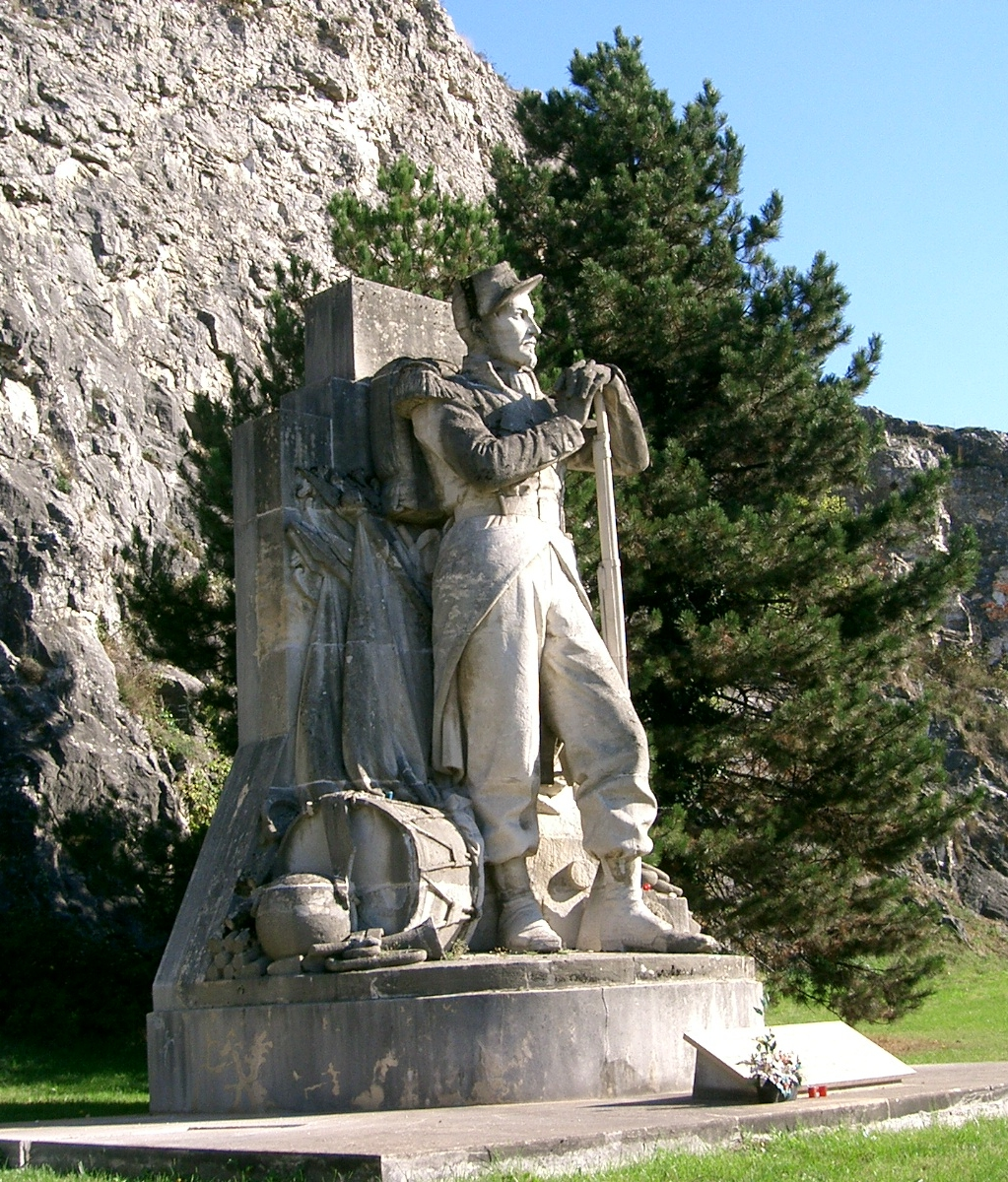
Le grenadier, à Dijon.
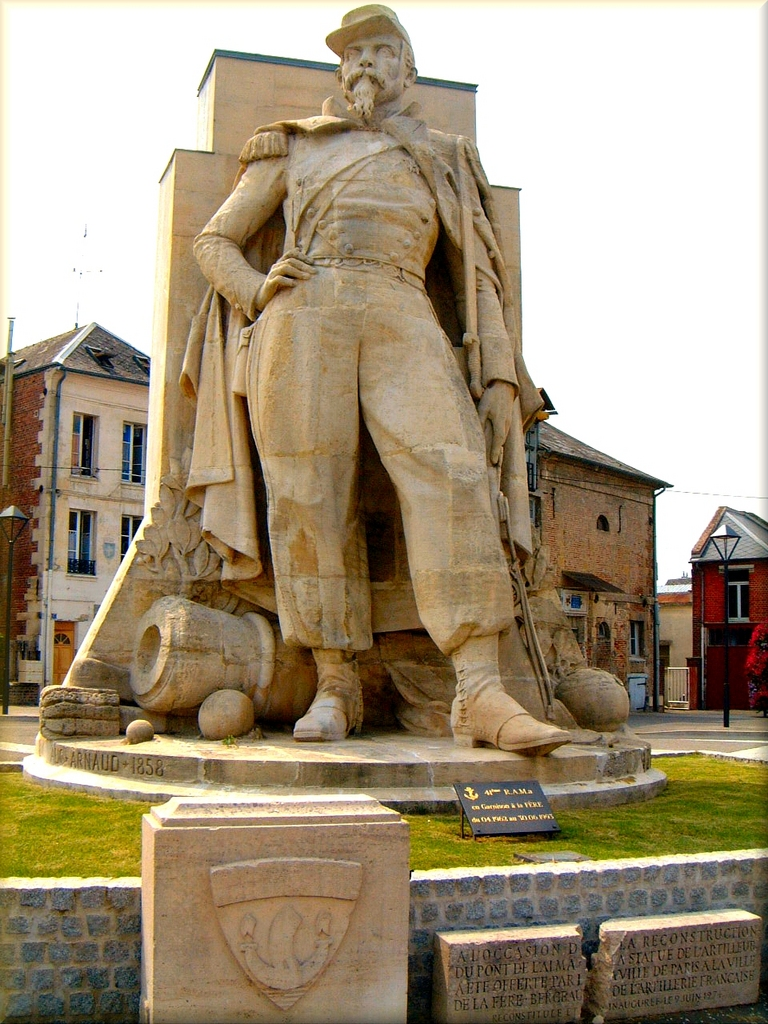
L'artilleur, à La Fère.

Sur l'ancien pont, chacune des deux piles était décorée, côté amont et côté aval, par une statue représentant un des quatre régiments ayant valeureusement combattu lors de la guerre de Crimée : un zouave et un grenadier sculptés par Georges Diebolt, un chasseur à pied et un artilleur sculptés par Auguste Arnaud.
Le pont reconstruit entre 1970 et 1974 ne possédant plus qu'une seule pile, seul le zouave a été conservé (mais pas du même côté), et les trois autres statues ont été déplacées :
- le chasseur à pied est visible depuis l'autoroute A4 contre le mur sud de la redoute de Gravelle dans le bois de Vincennes (48° 49′ 05,4″ N, 2° 27′ 19,3″ E) ;
- le grenadier est à Dijon, ville natale de son sculpteur, sur l'avenue du Premier-Consul, face au lac Kir (47° 19′ 33,7″ N, 5° 00′ 26,9″ E) ; cette implantation est également favorisée par la présence du 27e régiment d'infanterie (dissous depuis) ;
- l'artilleur a été offert et transféré à La Fère (département de l'Aisne), cité chère aux cœur des artilleurs, où était implanté, jusqu'en 1993, le 41e régiment d'artillerie de marine (49° 39′ 40,9″ N, 3° 22′ 07,4″ E).

### Zouave et crues

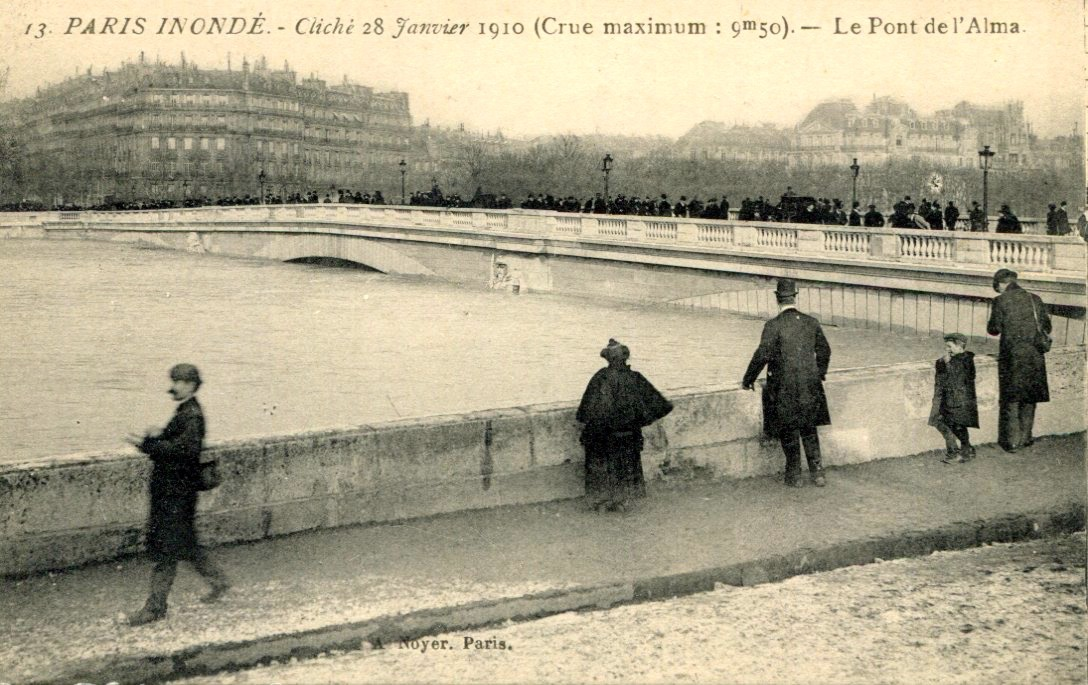
La crue de 1910.

La statue du zouave sert d'instrument populaire de mesure des crues de la Seine. Lorsque le niveau de la Seine atteint les pieds de ce zouave, les voies sur berges sont en général fermées. Lorsque l'eau monte jusqu'aux cuisses du zouave, la Seine n'est plus navigable. Lors de la crue historique de 1910, l'eau est montée jusqu'aux épaules.
À la suite du remplacement du pont en 1970-1974, le zouave est désormais plus bas qu'à l'origine,. À repère égal, les crues qu'il signale sont donc moins graves. L'administration mesure le niveau des crues au pont de la Tournelle.

### Dans la fiction
- 2010 : Les Petits Mouchoirs, film de Guillaume Canet : dans la première scène du film Les Petits mouchoirs (2010) de Guillaume Canet, Ludo, le personnage interprété par Jean Dujardin, quitte la discothèque Le Baron et traverse le pont en scooter, direction avenue Rapp.
- 2009 : 2012, film de Roland Emmerich
- 2018 : La fille de l'Exposition universelle, bande dessinée de Jack Manini et Étienne Willem

### Dans la chanson
- 1968 : Joyeux Noël de Barbara ; album : Le Soleil noir
- 1976 : Les ricochets de Georges Brassens ; album : Trompe-la-mort
- 2009 : Lady Diana des Fatals Picards ; album : Le Sens de la gravité
- 2010 : Hiro de Soprano ; album : La Colombe et le Corbeau